# Ross Barkley
Ross Barkley (* 5. Dezember 1993 in Liverpool) ist ein englischer Fußballspieler. Der beim FC Everton ausgebildete und vielseitig defensiv und offensiv einsetzbare Mittelfeldspieler steht seit 2024 bei Aston Villa unter Vertrag und ist englischer Nationalspieler.

## Profikarriere

### FC Everton
Im Alter von 11 Jahren schloss sich der 1993 im Liverpooler Stadtteil Wavertree geborene Barkley der Jugendabteilung des FC Everton (genannt „Finch Farm“) an und entwickelte sich in den Nachwuchsmannschaften zu einem der talentiertesten Mittelfeldspieler Englands. Zu seinen Stärken wurden das Kopfballspiel, die Zweikampfhärte und die Passsicherheit. Bereits mehrere Monate vor seinem 17. Geburtstag nahm er nach der Beförderung in den Profikader zu Beginn der Saison 2010/11 auf der Ersatzbank Platz und galt als aussichtsreicher Kandidat für die „erste Elf“, bevor er sich im Oktober 2010 in einem U-19-Länderspiel einen dreifachen Beinbruch zuzog und für den Rest der Spielzeit pausieren musste.
Der damalige Cheftrainer David Moyes äußerte sich hinsichtlich Barkleys Perspektiven weiter optimistisch, prognostizierte diesem den Durchbruch für die folgende Saison 2011/12 und verhalf ihm am 20. August 2011 gegen die Queens Park Rangers (0:1) zum Debüt. Zuvor war er in den Saisonvorbereitungsspielen regelmäßig zum Einsatz gekommen und trotz der Niederlage fielen die Bewertungen der Medienexperten wohlwollend aus. In dieser Saison konnte er sich jedoch nicht durchsetzen und brachte es nur zu sechs Einsätzen, wobei er meistens nur für wenige Minuten auf dem Platz stand.
Nach seiner Rückkehr von der zweiten Leihe, hatte Barkley mehr Chancen auf Einsätze bekommen und schaffte es mehrere Kurzeinsätze zu absolvieren. Am Ende der Saison 2012/13 und landete mit seinem Verein auf dem 6. Platz.
Zur neuen Saison hin schaffte er den endgültigen Durchbruch beim FC Everton und wurde direkt am 1. Spieltag beim 2:2-Remis gegen Norwich City von Beginn an eingesetzt. An den weiteren Spieltagen gehörte der Engländer zum festen Bestandteil zur Stammelf und absolvierte einen Großteil von Beginn an. Am Ende der Saison 2013/14 erreichte er mit seinem Team den fünften Platz und somit auch die Qualifikation für die UEFA Europa League.
Den Start in die Saison 2014/15 verpasste Barkley aufgrund einer Knieverletzung. Nach zweimonatiger Verletzungspause kehrte er beim 3:0-Erfolg gegen Aston Villa in die Startelf zurück, wurde jedoch nach 66 Minuten für Steven Pienaar ausgewechselt. Den Rest dieser Saison war Barkley weiterhin ein fester Bestandteil des Kaders. Auch sein Debüt in der Europa League verzögerte sich aufgrund seiner Verletzung und so verpasste er die Spiele gegen den VfL Wolfsburg und FK Krasnodar. Am 3. Spieltag konnte er sein Debüt beim torlosen Remis gegen den OSC Lille feiern, als er über die volle Spielzeit eingesetzt wurde. Der FC Everton ging mit elf Punkten vor dem VfL Wolfsburg als Gruppensieger hervor und traf in der Zwischenrunde auf BSC Young Boys. Beim 4:1-Erfolg im Hinspiel durfte Barkley von Beginn an ran, im Rückspiel saß er lediglich auf der Bank. Insgesamt konnte man die Schweizer mit 7:2 in Addition schlagen und zog somit ins Achtelfinale ein, wo der Dynamo Kiew wartete. Ross Barkley durfte in beiden Spielen von Anfang an auf dem Platz stehen und gewann das Hinspiel mit 2:1, während man das Rückspiel mit 2:5 verlor und somit ein Weiterkommen aus der Hand gab.
In den nachfolgenden Saison spielte Barkley in fast jedem Spiel und erreichte mit dem Verein aus Liverpool auch das Halbfinale des FA Cups und auch des EFL Cups. Im FA Cup Halbfinale, in welchem Ross Barkley über die volle Spielzeit auf dem Feld stand, unterlag man Manchester United mit 1:2 und schied somit aus. Im zweiten Ligapokal unterlag man Manchester City mit 3:4 in Addition und schied auch dort kurz vor dem Finale aus. Barkley stand in beiden Spielen über die volle Spielzeit auf dem Platz. In der Saison 2017/18, verpasste Barkley die komplette Hinrunde aufgrund einer Oberschenkelverletzung. Zu Beginn der Rückrunde verließ der Mittelfeldspieler den FC Everton in Richtung London zum FC Chelsea.

### Per Leihe zu Sheffield und Leeds
Mitte Oktober 2012 wurde der Engländer zu Sheffield Wednesday verliehen, um dort Spielpraxis zu sammeln. Sein Pflichtspieldebüt für Sheffield gab er 5. Spieltag in der Saison 2012/13, in welchem er nach der Halbzeitpause für Rodri eingewechselt wurde. Das Spiel gegen Brighton & Hove Albion endete mit einer 0:3-Niederlage. Wenig später konnte Barkley auch seinen ersten Treffer für den englischen Zweitligisten erzielen. Am 7. Spieltag konnte er bei der 1:2-Niederlage gegen die Bolton Wanderers, den einzigen Treffer für sein Team erzielen. Nach insgesamt 13 Partien für Sheffield, in welchen Barkley auch vier Tore erzielen konnte, wurde die Leihe von der Seite des FC Everton vorzeitig abgebrochen, da Barkley den verletzten Phil Neville ersetzen sollte.
Kurze Zeit später, im Januar 2013, erwartete ihm die nächste Leihe. Bis zum 12. Februar 2013 ging es für ihn erneut in die EFL Championship, doch diesmal lief er im Dress von Leeds United auf. Am 27. Spieltag gab der Mittelfeldspieler sein Pflichtspieldebüt, als er bei der 0:2-Niederlage gegen den FC Barnsley über die volle Spielzeit auf dem Platz stand. Nachdem er in allen vier möglichen Spielen auf dem Platz stand, kehrte er nach Leihende zum FC Everton zurück.

### FC Chelsea
Am 5. Januar 2018 wechselte Barkley zum amtierenden Meister FC Chelsea, bei dem er einen Vertrag bis zum 30. Juni 2023 erhielt. Sein Pflichtspieldebüt gab er bei der 1:2-Niederlage im EFL Cup Halbfinale gegen den FC Arsenal und kurze Zeit später spielte er für die Londoner im FA Cup, als man mit 3:0 gegen Newcastle United gewinnen konnte. Er wurde in der 73. Minute für Eden Hazard eingewechselt. Den FA Cup konnte man am Ende der Saison auch gegen Manchester United gewinnen. In der Liga lief er bei der 0:3-Niederlage gegen den AFC Bournemouth auf. Den Großteil der restlichen Saison verpasste er aufgrund einer Verletzung. Für Chelsea gab er außerdem noch sein Debüt in der UEFA Champions League bei der 0:1-Niederlage gegen den FC Valencia. Außerdem gewann er 2019 die Europa League gegen den FC Arsenal. Beim 4:1-Sieg wurde er für die letzten Minuten eingewechselt. Auch wenn sich Barkley im Verlauf der Saisons viel Spielzeit sichern konnte, wurde er 2020 aufgrund der Neuzugänge Kai Havertz und Hakim Ziyech verliehen.

### Aston Villa
Ende September 2020 wechselte Barkley bis zum Ende der Saison 2020/21 auf Leihbasis zum Ligakonkurrenten Aston Villa. Sein Debüt gab er beim 7:2-Sieg gegen den FC Liverpool, bei welchem er auch seinen ersten Treffer beisteuern konnte. Barkley kam für Aston Villa auf 24 Ligaeinsätze, stand 18-mal in der Startelf und erzielte 3 Tore.

### Rückkehr zum FC Chelsea
Zur Saison 2021/22 kehrte Barkley zum FC Chelsea zurück.

### OGC Nizza
Im September 2022 wechselte er als zu diesem Zeitpunkt vertragsloser Spieler zum französischen Erstligisten OGC Nizza.

### Luton Town
Im August 2023 wechselte er zum Premier-League-Aufsteiger Luton Town. Nachdem Luton nach einer Saison in die zweite Liga abgestiegen war, wechselte er im Juli 2024 zu Aston Villa.

### Englische Auswahlmannschaften
Barkley wurde im Alter von 14 Jahren erstmals im September 2008 für die englische U-16-Auswahl nominiert und im Jahr darauf folgte beim Turnier von Montaigu nach einem Finalerfolg gegen Deutschland der erste bedeutende Titelgewinn. Mit der englischen U-17 nahm er im Jahr 2010 an der Europameisterschaft in Liechtenstein teil und steuerte zwei eigene Tore zu seiner nächsten Trophäe bei – im Finale bezwang er mit seinen Mannen Spanien mit 2:1. Neben der englischen A-Nationalmannschaft wäre Barkley auch für Nigeria spielberechtigt gewesen.
Bei der Fußball-Europameisterschaft 2016 in Frankreich wurde er in das englische Aufgebot aufgenommen. Als einer von zwei Feldspielern im Kader kam er aber im Turnier nicht zum Einsatz.

## Titel/Auszeichnungen
- U-17-Europameisterschaft: 2010
- Turnier von Montaigu: 2009
- FA Cup: 2018
- UEFA Europa League: 2019
- FIFA-Klub-Weltmeisterschaft: 2021